# Saison 2020-2021 du FC Lorient
Maillots
Chronologie
Saison précédente Saison suivante
La saison 2020-2021 du FC Lorient est la 14e saison du club en Ligue 1, la 1re depuis la saison 2016-2017. Elle voit le club s'engager dans deux compétitions que sont la Ligue 1 et la Coupe de France. 

## Effectif professionnel actuel
| Joueurs prêtés |    |                       |                   |                     |                  |                 |           |  |
| \| N° \| P. \| Nat. \| Nom \| Date de naissance \| Sélection \| Club en prêt \| Contrat \| \| \| — \| G \| \| Maxime Pattier \| 12/02/1996 (29 ans) \| – \| Stade briochin \| 2016-2021 \| \| \| — \| D \| \| Quentin Lecoeuche \| 04/02/1994 (31 ans) \| – \| AC Ajaccio \| 2018-2022 \| \| \| — \| D \| \| Samuel Loric \| 05/07/2000 (24 ans) \| Bretagne -16 ans \| US Avranches \| 2019-2023 \| \| \| — \| M \| \| Julien Ponceau \| 28/11/2000 (24 ans) \| France -20 ans \| Rodez AF \| 2018-2023 \| \| \| — \| M \| \| Tom Renaud \| 19/11/2000 (24 ans) \| – \| SO Cholet \| 2018-2023 \| \| \| — \| A \| \| Umut Bozok \| 19/09/1996 (28 ans) \| Turquie espoirs \| ES Troyes AC \| 2019-2023 \| \| \| — \| A \| \| Junior Burban \| 11/04/2000 (24 ans) \| – \| AS Saint-Priest \| 2019-2023 \| \| |    |                       |                   |                     |                  |                 |           |  |
| N° | P. | Nat.                  | Nom               | Date de naissance   | Sélection        | Club en prêt    | Contrat   |  |
| — | G  | Drapeau de la France  | Maxime Pattier    | 12/02/1996 (29 ans) | –                | Stade briochin  | 2016-2021 |  |
| — | D  | Drapeau de la France  | Quentin Lecoeuche | 04/02/1994 (31 ans) | –                | AC Ajaccio      | 2018-2022 |  |
| — | D  | Drapeau de la France  | Samuel Loric      | 05/07/2000 (24 ans) | Bretagne -16 ans | US Avranches    | 2019-2023 |  |
| — | M  | Drapeau de la France  | Julien Ponceau    | 28/11/2000 (24 ans) | France -20 ans   | Rodez AF        | 2018-2023 |  |
| — | M  | Drapeau de la France  | Tom Renaud        | 19/11/2000 (24 ans) | –                | SO Cholet       | 2018-2023 |  |
| — | A  | Drapeau de la Turquie | Umut Bozok        | 19/09/1996 (28 ans) | Turquie espoirs  | ES Troyes AC    | 2019-2023 |  |
| — | A  | Drapeau de la France  | Junior Burban     | 11/04/2000 (24 ans) | –                | AS Saint-Priest | 2019-2023 |  |

| N° | P. | Nat.                  | Nom               | Date de naissance   | Sélection        | Club en prêt    | Contrat   |  |
| —  | G  | Drapeau de la France  | Maxime Pattier    | 12/02/1996 (29 ans) | –                | Stade briochin  | 2016-2021 |  |
| —  | D  | Drapeau de la France  | Quentin Lecoeuche | 04/02/1994 (31 ans) | –                | AC Ajaccio      | 2018-2022 |  |
| —  | D  | Drapeau de la France  | Samuel Loric      | 05/07/2000 (24 ans) | Bretagne -16 ans | US Avranches    | 2019-2023 |  |
| —  | M  | Drapeau de la France  | Julien Ponceau    | 28/11/2000 (24 ans) | France -20 ans   | Rodez AF        | 2018-2023 |  |
| —  | M  | Drapeau de la France  | Tom Renaud        | 19/11/2000 (24 ans) | –                | SO Cholet       | 2018-2023 |  |
| —  | A  | Drapeau de la Turquie | Umut Bozok        | 19/09/1996 (28 ans) | Turquie espoirs  | ES Troyes AC    | 2019-2023 |  |
| —  | A  | Drapeau de la France  | Junior Burban     | 11/04/2000 (24 ans) | –                | AS Saint-Priest | 2019-2023 |  |

## Avant-saison

### Contexte d'avant-saison
Trois ans après l'avoir quittée, le FCL retrouve la Ligue 1 au terme d'une saison écourtée dû à la Pandémie de Covid-19. Le club jouant évidemment le maintien doit se renforcer et recrute des joueurs d'expérience comme Jérémy Morel ou encore des petits génies de Ligue 2 comme Stéphane Diarra ou Adrian Grbić.

### Stages
Après le match amical face à l'US Concarneau, le FC Lorient part en stage le 20 juillet 2020 à Arzon, plusieurs activités sont prévues dont un match amical face à l'US Avranches mais celui-ci est annulé à cause d'un cas positif au Covid-19 dans l'effectif du club adverse.

### Matchs amicaux

#### Matchs d'intersaison
Avant de commencer la saison en Ligue 1, le FC Lorient affronte 5 clubs différents : L'US Concarneau, le Stade brestois 29, le Stade rennais FC, L'Angers SCO et l'EA Guingamp.

#### Trêves internationales
Lors de la trêve internationale de septembre, le FC Lorient affronte le  Chamois niortais FC le 5 septembre 2020 à Sarzeau à 15:00.

## Saison Ligue 1

### Statistiques Ligue 1

#### Classements

##### Classement général
| Rang | Équipe               | Pts | J  | G  | N  | P  | Bp | Bc | Diff | Qualification ou relégation            |
| ---- | -------------------- | --- | -- | -- | -- | -- | -- | -- | ---- | -------------------------------------- |
| 14   | Stade de Reims       | 42  | 38 | 9  | 15 | 14 | 42 | 50 | −8   |                                        |
| 15   | RC Strasbourg Alsace | 42  | 38 | 11 | 9  | 18 | 49 | 58 | −9   |                                        |
| 16   | FC Lorient P         | 42  | 38 | 11 | 9  | 18 | 50 | 68 | −18  |                                        |
| 17   | Stade brestois 29    | 41  | 38 | 11 | 8  | 19 | 50 | 66 | −16  |                                        |
| 18   | FC Nantes            | 40  | 38 | 9  | 13 | 16 | 47 | 55 | −8   | Participation au barrage de relégation |

##### Domicile et extérieur
| Rang | Équipe                 | Pts | J  | G  | N | P | Bp | Bc | Diff |
| ---- | ---------------------- | --- | -- | -- | - | - | -- | -- | ---- |
| 1    | AS Monaco              | 41  | 19 | 12 | 5 | 2 | 43 | 21 | +22  |
| 2    | Paris Saint-Germain    | 40  | 19 | 13 | 1 | 5 | 44 | 14 | +30  |
| 3    | LOSC Lille             | 37  | 19 | 10 | 7 | 2 | 28 | 11 | +17  |
| 4    | Olympique lyonnais     | 36  | 19 | 11 | 3 | 5 | 42 | 23 | +19  |
| 5    | Olympique de Marseille | 35  | 19 | 10 | 5 | 4 | 32 | 23 | +9   |
| 6    | FC Lorient             | 32  | 19 | 10 | 2 | 7 | 31 | 29 | +2   |
| 7    | Stade rennais FC       | 31  | 19 | 9  | 4 | 6 | 26 | 21 | +5   |
| 8    | RC Lens                | 28  | 19 | 7  | 7 | 5 | 28 | 26 | +2   |
| 9    | Stade brestois 29      | 28  | 19 | 8  | 4 | 7 | 32 | 33 | -1   |
| 10   | Montpellier HSC        | 25  | 19 | 7  | 4 | 8 | 34 | 35 | -1   |

| Rang | Équipe                 | Pts | J  | G | N | P  | Bp | Bc | Diff |
| ---- | ---------------------- | --- | -- | - | - | -- | -- | -- | ---- |
| 11   | Olympique de Marseille | 25  | 19 | 6 | 7 | 6  | 22 | 24 | -2   |
| 12   | AS Saint-Étienne       | 25  | 19 | 7 | 4 | 8  | 22 | 25 | -3   |
| 13   | FC Nantes              | 23  | 19 | 6 | 5 | 8  | 26 | 26 | 0    |
| 14   | Angers SCO             | 23  | 19 | 6 | 5 | 8  | 20 | 31 | -11  |
| 15   | Stade de Reims         | 22  | 19 | 5 | 5 | 7  | 26 | 29 | -3   |
| 16   | Nîmes Olympique        | 21  | 19 | 6 | 3 | 10 | 18 | 32 | -14  |
| 17   | Girondins de Bordeaux  | 20  | 19 | 6 | 2 | 11 | 23 | 35 | -12  |
| 18   | Stade brestois 29      | 13  | 19 | 3 | 4 | 12 | 18 | 33 | -15  |
| 19   | Dijon FCO              | 12  | 19 | 3 | 3 | 13 | 17 | 42 | -25  |
| 20   | FC Lorient             | 10  | 19 | 1 | 7 | 11 | 19 | 39 | -20  |

##### Fair play
Le classement du fair-play s'établit de la manière suivante :
- Si l'équipe obtient un carton jaune, elle reçoit 1 point.
- Si l'équipe obtient un carton rouge, elle reçoit 3 points.

Le but de ce classement est d'avoir le moins de points à la fin de la saison.
Après la 38e journée :
| Rang | Club              | Points | Cartons jaunes | Cartons rouges |
| 4    | Stade brestois 29 | 74     | 62             | 4              |
| 5    | Nîmes Olympique   | 76     | 61             | 5              |
| 6    | FC Lorient        | 78     | 69             | 3              |
| 7    | AS Saint-Étienne  | 82     | 76             | 2              |
| 8    | FC Nantes         | 83     | 71             | 4              |

##### Championnat de France des tribunes de Ligue 1
En raison de la Pandémie de Covid-19 en France, les matchs de Ligue 1 ont été disputés à huis clos à partir de la 9e journée jusqu'à la fin de la saison. Le championnat de France des tribunes de Ligue 1 a donc été annulé.

##### Championnat de France des pelouses de Ligue 1
Source : 
Après la 38e journée :
| Rang | Club participant      | Nb de matchs | Moyenne |
| 6    | Olympique lyonnais    | 19           | 17,35   |
| 7    | AS Saint-Étienne      | 19           | 17,02   |
| 8    | FC Lorient            | 19           | 16,91   |
| 9    | Stade de Reims        | 19           | 16,66   |
| 10   | Girondins de Bordeaux | 19           | 16,45   |

#### Résultats par journée

##### Résultats, points et classement
| Journée  | 1  | 2   | 3   | 4   | 5   | 6   | 7   | 8   | 9   | 10  | 11  | 12  | 13  | 14  | 15  | 16  | 17  | 18  | 19  |
| -------- | -- | --- | --- | --- | --- | --- | --- | --- | --- | --- | --- | --- | --- | --- | --- | --- | --- | --- | --- |
| Terrain  | D  | E   | D   | E   | D   | E   | E   | D   | E   | D   | E   | D   | E   | D   | E   | D   | E   | D   | E   |
| Résultat | V  | D   | D   | D   | N   | D   | V   | D   | N   | D   | D   | D   | D   | V   | D   | D   | N   | D   | D   |
| Points   | 3  | 3   | 3   | 3   | 4   | 4   | 7   | 7   | 8   | 8   | 8   | 8   | 8   | 11  | 11  | 11  | 12  | 12  | 12  |
| Place    | 2e | 11e | 14e | 16e | 16e | 17e | 17e | 17e | 17e | 17e | 18e | 18e | 19e | 17e | 18e | 19e | 18e | 19e | 19e |

| Journée  | 20  | 21  | 22  | 23  | 24  | 25  | 26  | 27  | 28  | 29  | 30  | 31  | 32  | 33  | 34  | 35  | 36  | 37  | 38  |
| -------- | --- | --- | --- | --- | --- | --- | --- | --- | --- | --- | --- | --- | --- | --- | --- | --- | --- | --- | --- |
| Terrain  | D   | E   | D   | E   | D   | E   | D   | D   | E   | D   | E   | D   | E   | E   | D   | D   | E   | D   | E   |
| Résultat | V   | D   | V   | N   | V   | N   | D   | V   | N   | N   | N   | V   | D   | D   | V   | V   | D   | V   | N   |
| Points   | 15  | 15  | 18  | 19  | 22  | 23  | 23  | 26  | 27  | 28  | 29  | 32  | 32  | 32  | 35  | 38  | 38  | 41  | 42  |
| Place    | 18e | 20e | 18e | 18e | 17e | 17e | 19e | 17e | 17e | 17e | 17e | 17e | 17e | 17e | 17e | 17e | 17e | 17e | 16e |

Terrain : D = Domicile ; E = Extérieur.
Résultat : D = Défaite ; N = Nul ; V = Victoire.

##### Évolution au classement
| Journée | 01 | 02 | 03 | 04 | 05 | 06 | 07 | 08 | 09 | 10 | 11 | 12 | 13 | 14 | 15 | 16 | 17 | 18 | 19 | 20 | 21 | 22 | 23 | 24 | 25 | 26 | 27 | 28 | 29 | 30 | 31 | 32 | 33 | 34 | 35 | 36 | 37 | 38 |
| 1er     |    |    |    |    |    |    |    |    |    |    |    |    |    |    |    |    |    |    |    |    |    |    |    |    |    |    |    |    |    |    |    |    |    |    |    |    |    |    |
| 2e      | ●  |    |    |    |    |    |    |    |    |    |    |    |    |    |    |    |    |    |    |    |    |    |    |    |    |    |    |    |    |    |    |    |    |    |    |    |    |    |
| 3e      |    |    |    |    |    |    |    |    |    |    |    |    |    |    |    |    |    |    |    |    |    |    |    |    |    |    |    |    |    |    |    |    |    |    |    |    |    |    |
| 4e      |    |    |    |    |    |    |    |    |    |    |    |    |    |    |    |    |    |    |    |    |    |    |    |    |    |    |    |    |    |    |    |    |    |    |    |    |    |    |
| 5e      |    |    |    |    |    |    |    |    |    |    |    |    |    |    |    |    |    |    |    |    |    |    |    |    |    |    |    |    |    |    |    |    |    |    |    |    |    |    |
| 6e      |    |    |    |    |    |    |    |    |    |    |    |    |    |    |    |    |    |    |    |    |    |    |    |    |    |    |    |    |    |    |    |    |    |    |    |    |    |    |
| 7e      |    |    |    |    |    |    |    |    |    |    |    |    |    |    |    |    |    |    |    |    |    |    |    |    |    |    |    |    |    |    |    |    |    |    |    |    |    |    |
| 8e      |    |    |    |    |    |    |    |    |    |    |    |    |    |    |    |    |    |    |    |    |    |    |    |    |    |    |    |    |    |    |    |    |    |    |    |    |    |    |
| 9e      |    |    |    |    |    |    |    |    |    |    |    |    |    |    |    |    |    |    |    |    |    |    |    |    |    |    |    |    |    |    |    |    |    |    |    |    |    |    |
| 10e     |    |    |    |    |    |    |    |    |    |    |    |    |    |    |    |    |    |    |    |    |    |    |    |    |    |    |    |    |    |    |    |    |    |    |    |    |    |    |
| 11e     |    | ↓  |    |    |    |    |    |    |    |    |    |    |    |    |    |    |    |    |    |    |    |    |    |    |    |    |    |    |    |    |    |    |    |    |    |    |    |    |
| 12e     |    |    |    |    |    |    |    |    |    |    |    |    |    |    |    |    |    |    |    |    |    |    |    |    |    |    |    |    |    |    |    |    |    |    |    |    |    |    |
| 13e     |    |    |    |    |    |    |    |    |    |    |    |    |    |    |    |    |    |    |    |    |    |    |    |    |    |    |    |    |    |    |    |    |    |    |    |    |    |    |
| 14e     |    |    | ↓  |    |    |    |    |    |    |    |    |    |    |    |    |    |    |    |    |    |    |    |    |    |    |    |    |    |    |    |    |    |    |    |    |    |    |    |
| 15e     |    |    |    |    |    |    |    |    |    |    |    |    |    |    |    |    |    |    |    |    |    |    |    |    |    |    |    |    |    |    |    |    |    |    |    |    |    |    |
| 16e     |    |    |    | ↓  | →  |    |    |    |    |    |    |    |    |    |    |    |    |    |    |    |    |    |    |    |    |    |    |    |    |    |    |    |    |    |    |    |    | ↑  |
| 17e     |    |    |    |    |    | ↓  | →  | →  | →  | →  |    |    |    | ↑  |    |    |    |    |    |    |    |    |    | ↑  | →  |    | ↑  | →  | →  | →  | →  | →  | →  | →  | →  | →  | →  |    |
| 18e     |    |    |    |    |    |    |    |    |    |    | ↓  | →  |    |    | ↓  |    | ↑  |    |    | ↑  |    | ↑  | →  |    |    |    |    |    |    |    |    |    |    |    |    |    |    |    |
| 19e     |    |    |    |    |    |    |    |    |    |    |    |    | ↓  |    |    | ↓  |    | ↓  | →  |    |    |    |    |    |    | ↓  |    |    |    |    |    |    |    |    |    |    |    |    |
| 20e     |    |    |    |    |    |    |    |    |    |    |    |    |    |    |    |    |    |    |    |    | ↓  |    |    |    |    |    |    |    |    |    |    |    |    |    |    |    |    |    |

#### Bilan par adversaires
| Rang | Équipe                 | Pts | J | G | N | P | Bp | Bc | Diff |
| ---- | ---------------------- | --- | - | - | - | - | -- | -- | ---- |
| 1    | Stade de Reims         | 6   | 2 | 2 | 0 | 0 | 4  | 1  | +3   |
| 2    | RC Strasbourg Alsace   | 4   | 2 | 1 | 1 | 0 | 4  | 2  | +2   |
| 3    | Dijon FCO              | 4   | 2 | 1 | 1 | 0 | 3  | 2  | +1   |
| 4    | Girondins de Bordeaux  | 3   | 2 | 1 | 0 | 1 | 5  | 3  | +2   |
| 5    | Nîmes Olympique        | 3   | 2 | 1 | 0 | 1 | 3  | 1  | +2   |
| 6    | Stade brestois 29      | 3   | 2 | 1 | 0 | 1 | 3  | 3  | 0    |
| 7    | Angers SCO             | 3   | 2 | 1 | 0 | 1 | 2  | 2  | 0    |
| 8    | FC Metz                | 3   | 2 | 1 | 0 | 1 | 3  | 4  | -1   |
| 9    | Paris Saint-Germain    | 3   | 2 | 1 | 0 | 1 | 3  | 4  | -1   |
| 10   | AS Saint-Étienne       | 3   | 2 | 1 | 0 | 1 | 2  | 3  | -1   |
| 11   | OGC Nice               | 2   | 2 | 0 | 2 | 0 | 3  | 3  | 0    |
| 12   | Montpellier HSC        | 1   | 2 | 0 | 1 | 1 | 1  | 2  | -1   |
| 13   | FC Nantes              | 1   | 2 | 0 | 1 | 1 | 1  | 3  | -2   |
| 14   | AS Monaco              | 1   | 2 | 0 | 1 | 1 | 4  | 7  | -3   |
| 15   | Olympique lyonnais     | 1   | 2 | 0 | 1 | 1 | 2  | 5  | -3   |
| 16   | Stade rennais FC       | 1   | 2 | 0 | 1 | 1 | 1  | 4  | -3   |
| 17   | Olympique de Marseille | 0   | 2 | 0 | 0 | 2 | 2  | 4  | -2   |
| 18   | RC Lens                | 0   | 2 | 0 | 0 | 2 | 3  | 7  | -4   |
| 19   | LOSC Lille             | 0   | 2 | 0 | 0 | 2 | 1  | 8  | -7   |

## Affluences
En raison de la Pandémie de Covid-19 en France, seul les quatre premiers matchs à domicile se déroulent avec du public, avec une jauge réduite à 5000 spectateurs maximum. Ensuite, les matchs se déroulent à huis-clos jusqu'à la fin de la saison.

### Affluences match par match
Ce graphique représente le nombre de spectateurs (en milliers) lors de chaque rencontre à domicile du FC Lorient.
Total de 0 spectateurs en 0 matchs à domicile (0/match).
Total de 0 spectateurs en 0 matchs à domicile (0/match) en Ligue 1.
Total de 0 spectateurs en 0 matchs à domicile (0/match) en Coupe de France.

### Plus grosses affluences de la saison au Stade Yves Allainmat / du Moustoir
| Rang | Adversaire             | Journée/Tour | Date              | Affluence |
| 1    | Olympique Lyonnais     | J5           | 27 septembre 2020 | 4977      |
| 2    | RC Lens                | J3           | 13 septembre 2020 | 4968      |
| 3    | Olympique de Marseille | J8           | 24 octobre 2020   | 4942      |
| 4    | RC Strasbourg Alsace   | J1           | 23 août 2020      | 4332      |

## Statistiques diverses

### Statistiques collectives
| Compétition     | Débute au tour | Termine        | Matches joués | Gagnés | Nuls | Perdus | Buts pour | Buts contre | Différence |
| --------------- | -------------- | -------------- | ------------- | ------ | ---- | ------ | --------- | ----------- | ---------- |
| Ligue 1         | -              | -              | 38            | 11     | 9    | 18     | 50        | 68          | -18        |
| Coupe de France | 1/32 de finale | 1/16 de finale | 2             | 1      | 0    | 1      | 2         | 2           | +0         |
| Total           | -              | -              | 40            | 12     | 9    | 19     | 52        | 70          | -18        |

### Statistiques individuelles
Ce tableau comprend les statistiques de tous les joueurs ayant pris part à au moins un match avec le FC Lorient cette saison.

### Meilleurs buteurs
- Toutes compétitions confondues : Terem Moffi (15 buts)
- Ligue 1 : Terem Moffi (14 buts)
- Coupe de France : Terem Moffi et Yoane Wissa (1 but)

### Meilleurs passeurs
- Toutes compétitions confondues : Enzo Le Fée (6 passes décisives)
- Ligue 1 : Enzo Le Fée (6 passes décisives)
- Coupe de France : Aucun

### Buts

#### En Ligue 1
- Nombre de buts marqués  : 50 (9 sur pénalty)
- Premier but de la saison : Yoane Wissa 51' (FCL-RCSA, 1re journée)
- Premier penalty : Adrian Grbic 60' (FCL-RCSA, 1re journée)
- Premier doublé : Terem Moffi 7', 62' (ASM-FCL, 25e journée)
- But le plus rapide d'une rencontre : Quentin Boisgard 2' (FCL-NO, 14e journée)
- But le plus tardif d'une rencontre : Andreaw Gravillon 90+6' (FCL-DFCO, 20e journée)
- Plus grande marge de victoire à domicile : 3-0 (FCL-NO, 14e journée) et 4-1 (FCL-FCGB, 34e journée)
- Plus grande marge de victoire à l'extérieur : 1-3 (SDR-FCL, 7e journée)
- Plus grand nombre de buts marqués : 4 (FCL-FCGB, 34e journée)
- Plus grand nombre de buts marqués en une mi-temps : 3 (FCL-RCSA, 1re journée, et FCL-FCGB, 34e journée)

### Discipline

#### En Ligue 1
- Nombre de cartons jaunes : 68
- Nombre de cartons rouges : 3
- Joueur ayant obtenu le plus de cartons jaunes  : Fabien Lemoine (8 )
- Premier carton jaune : Quentin Boisgard 69' (FCL-RCSA, 1re journée)
- Premier carton rouge : Andreaw Gravillon 49' (PSG-FCL, 15e journée)
- Carton jaune le plus rapide : Quentin Boisgard 3' (FCL-OGCN, 29e journée)
- Carton jaune le plus tardif : Paul Nardi 90+5' (FCL-OL, 5e journée)
- Carton rouge le plus rapide : Jonathan Delaplace 48' (FCL-ASM, 18e journée)
- Carton rouge le plus tardif : Julien Laporte 50' (FCL-SCO, 35e journée)
- Plus grand nombre de cartons jaunes dans un match : 4
- Plus grand nombre de cartons rouges dans un match : 1

#### En Coupe de France
- Nombre de cartons jaunes : 1
- Nombre de cartons rouges : 1

#### Toutes compétitions confondues
- Joueur ayant le plus joué : Laurent Abergel (2984 minutes de jeu)

#### En Ligue 1
- Joueur ayant le plus joué : Laurent Abergel (2966 minutes de jeu)

#### En Coupe de France
- Joueurs ayant le plus joué : Loris Mouyokolo et Franklin Wadja (180 minutes de jeu)

### Récompenses
- Trophées UNFP "Joueur du mois" : 0 (Armand Laurienté 2e en mars[4])

## Équipe réserve et jeunes

### Équipe réserve
L'équipe réserve du FC Lorient sert de tremplin vers le groupe professionnel pour les jeunes du centre de formation ainsi que de recours pour les joueurs de retour de blessure ou en manque de temps de jeu. Elle est entraînée par Arnaud Le Lan.
Pour la saison 2020-2021, elle évolue de nouveau dans le Championnat de France de football de National 2, soit le quatrième niveau de la hiérarchie du football en France.

### Centre de formation et école de foot
niveau U19 : Les U19 du FC Lorient jouent en mélange avec l’équipe réserve et la catégorie U18 ce qui permet une ascension plus rapide vers le groupe professionnel. Les U18-U19 jouent en Régional 1 Bretagne soit le deuxième échelon national et mobilisent les joueurs âgés entre 18 et 19 ans. 
niveau U17 1 : Les U17 du FC Lorient jouent pour la saison 2020-2021 en Championnat national U17 soit le premier échelon national. L'équipe mobilise les joueurs âgés entre 16 et 17 ans.
niveau U17 2 : La 2e équipe des U17 du FC Lorient joue pour la saison 2020-2021 en championnat Régional 1 Bretagne soit le deuxième échelon national. Elle mobilise les joueurs âgés entre 16 et 17 ans. 
niveau U17 féminine : L’équipe féminine du FC Lorient U17 joue pour la saison 2020-2021 en championnat Régional 1 Bretagne soit le deuxième échelon national. Elle mobilise les joueuses âgées entre 16 et 17 ans. 
niveau U15 : L'équipe mobilise les joueurs âgés entre 14 et 15 ans.
niveau U13 : L'équipe mobilise les joueurs âgés entre 12 et 13 ans.
niveau U11 : L'équipe mobilise les joueurs âgés entre 10 et 11 ans.
niveau U9 : L'équipe mobilise les joueurs âgés entre 8 et 9 ans.